# Balkissa Halidou Mossi
Balkissa Halidou Mossi (16 de junio de 2001) es una deportista nigerina que compite en taekwondo. Ganó una medalla de bronce en el Campeonato Africano de Taekwondo de 2021 en la categoría de –53 kg.

## Palmarés internacional
| Campeonato Africano | Campeonato Africano | Campeonato Africano | Campeonato Africano |
| Año                 | Lugar               | Medalla             | Categoría           |
| ------------------- | ------------------- | ------------------- | ------------------- |
| 2021                | Dakar (Senegal)     | Medalla de bronce   | –53 kg              |